# Carlos Suárez Cázares
Carlos Suárez Cázares (ur. 2 grudnia 1946 w La Piedad) – meksykański duchowny rzymskokatolicki, w latach 2008–2021 biskup pomocniczy Morelii.

## Życiorys
Święcenia kapłańskie otrzymał 30 grudnia 1972 i został inkardynowany do archidiecezji Morelia. Był przede wszystkim wykładowcą i rektorem archidiecezjalnego seminarium. Pracował także w organizacji zrzeszającej rektorów seminariów duchownych w Meksyku.
1 czerwca 1988 został mianowany biskupem Campeche, zaś 25 lipca 1988 przyjął sakrę biskupią z rąk abp. Girolamo Prigione. 18 sierpnia 1994 otrzymał nominację na biskupa Zamory. 13 grudnia 2006 zrezygnował z tego urzędu. 
4 listopada 2008 papież Benedykt XVI mianował go biskupem pomocniczym Morelii i nadał mu biskupstwo tytularne Abidda. 23 grudnia 2021 papież przyjął jego rezygnację z pełnionego urzędu, złożoną ze względu na wiek. 